# Abutilon simulans
Abutilon simulans är en malvaväxtart som beskrevs av Joseph Nelson Rose. Abutilon simulans ingår i släktet klockmalvor, och familjen malvaväxter. Inga underarter finns listade i Catalogue of Life.